# Bund Deutscher Frauenvereine
Pour les articles homonymes, voir BDF.
L'Union des organisations féministes allemandes (Bund Deutscher Frauenvereine, BDF), est un rassemblement des organisations féministes bourgeoises de l'Empire allemand fondée en 1894. Elle se développe sous la République de Weimar et disparaît sous le Troisième Reich, en 1933.

## Histoire
En 1897, le BDF rejoint le Conseil international des femmes, qui fédère des organisations féministes de nombreux pays.
La première grande réunion du BDF a lieu en 1907 et réunit les féministes suivantes : Auguste Schmidt, Anna Schepeler-Lette (de), Anna Simson, Hanna Bieber-Böhm, Auguste Förster, Ottilie Hoffmann (de), Helene von Forster (de), Helene Lange, Betty Naue, Jeanette Schwerin (de) et Marie Stritt.
Par opposition aux partis socialistes qui avaient intégré depuis les années 1890 l’égalité dans leurs revendications politiques (les femmes socialistes peuvent donc théoriquement débattre sur un pied d'égalité avec leurs collègues masculins, cf. Internationale socialiste des femmes), les femmes de la bourgeoisie se rassemblent entre elles dans des associations, dont la BDF est la plus importante et la plus influente en Allemagne. Jusqu’en 1914, on compte un courant radical au sein du mouvement, représenté notamment par Lida Gustava Heymann et Anita Augspurg, et qui soutient le pacifisme et « l’entière égalité des femmes ». La BDF soutient la patrie en danger durant la Grande guerre, certaines de ses membres intègrent le service national féminin (le Nationaler Frauendienst (de)) et les dissidentes sont désavouées par la BDF. Celles-ci participent au congrès féministe et pacifiste de La Haye de 1915, qui donnera naissance à la Ligue internationale des femmes pour la paix et la liberté.
Dès 1919, à la suite de l'obtention du droit de vote et d'éligibilité, des femmes de la bourgeoisie sont élues députées au Reichstag. Comme beaucoup d’autres associations, la BDF pâtit de son conservatisme grandissant et de la sur-représentation de féministes âgées : les plus jeunes regardaient d’un mauvais œil ces organisations bourgeoises et trop conservatrices, dans un contexte où les droits politiques accordés aux femmes contentaient aisément la majorité de la population féminine en Allemagne, qui ne demandait pas spécialement plus de choses.
En 1921, le journal Die Frau créé en 1893 par Helene Lange, devint l'organe officiel du Bund Deutscher Frauenvereine.
En 1933, la prise de pouvoir par le parti nazi se conjugue avec la mise au pas des associations de femmes. Celles regroupant des communistes ou des socialistes sont interdites, leurs membres sont arrêtées voire assassinées. Toute association est priée de renvoyer ses membres juives, ce qu'actent l'Union des femmes protestantes, l'Association des ménagères et des campagnardes, l'Union des femmes de la société coloniale allemande et l'Union de la Reine Louise. Mais rapidement, la majorité des associations sont interdites ou choisissent elles-mêmes de disparaître, comme la BDF qui se dissout en 1933 pour éviter sa mise au pas. Certaines de ses associations affiliées rejoignent la Deutsches Frauenwerk, une organisation féminine nazie.

## Personnalités liées

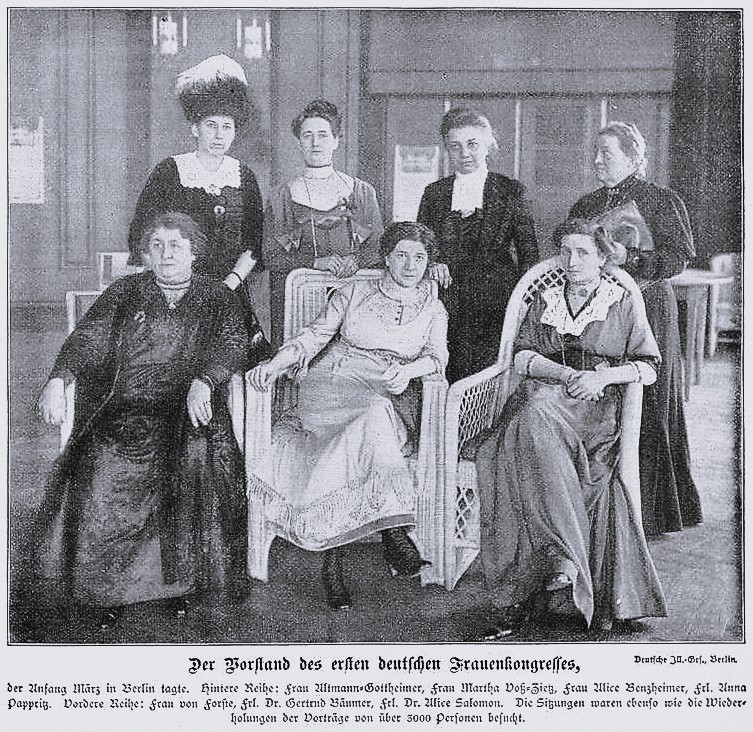
Bureau exécutif du congrès de 1912 à Berlin. Debout, depuis la gauche : Elisabeth Altmann-Gottheiner, Martha Voss-Zietz, Alice Bensheimer et Anna Pappritz. Assises, depuis la gauche : Helene von Forster, Gertrud Bäumer et Alice Salomon.

| Présidentes            | Années    |
| ---------------------- | --------- |
| Auguste Schmidt        | 1894-1899 |
| Marie Stritt           | 1899-1910 |
| Gertrud Bäumer         | 1910-1919 |
| Marianne Weber         | 1919-1924 |
| Emma Ender             | 1924-1931 |
| Agnes von Zahn-Harnack | 1931-1933 |

| Vice-présidentes     | Années    |
| -------------------- | --------- |
| Anna Schepeler-Lette | 1894-?    |
| Anna Simson          | ?-?       |
| Gertrud Bäumer       | 1919-1933 |

## Statistiques
- 1895 : 65 clubs
- 1901 : 137 clubs et 70 000 membres
- 1913 : 2200 clubs et 500 000 membres